# William Preston Lane Jr. Memorial Bridge
William Preston Lane Jr. Memorial Bridge, potocznie Chesapeake Bay Bridge lub po prostu Bay Bridge – most nad zatoką Chesapeake w amerykańskim stanie Maryland. Mierzący niemal 7 kilometrów długości most w momencie otwarcia w 1952 roku był najdłuższą ciągłą konstrukcją stalową nad wodą na świecie.
Budowa mostu rozpoczęła się w styczniu 1949 roku i kosztowała 45 milionów dolarów. Oficjalnie oddano go do użytku 30 lipca 1952 roku. W 1961 roku skorzystało z niego około 1,5 miliona pojazdów.
9 listopada 1967 roku most został oficjalnie nazwany imieniem Williama Prestona Lane’a, Jr., który jako gubernator Maryland przyczynił się do jego powstania.
Ze względu na rosnący ruch motoryzacyjny, pod koniec lat 60. XX wieku podjęto decyzję o zwiększeniu przepustowości przeprawy poprzez wybudowanie drugiego mostu, zaprojektowanego równolegle do wcześniej wybudowanej konstrukcji. Prace rozpoczęły się 19 maja 1969 roku. Budowę ukończono 28 czerwca 1973 roku kosztem 148 milionów dolarów.
Obecnie ruch w kierunku wschodnim odbywa się po dwupasmowej drodze prowadzącej po starym moście, a ruch w kierunku zachodnim po nowym moście, na trzypasmowej drodze. W niektórych okresach, w celu minimalizacji zatorów, jeden z trzech pasów mostu jest odwracany i prowadzony jest wówczas na nim ruch w kierunku wschodnim. Z obu mostów korzysta około 25,5 miliona pojazdów rocznie. Za przejazd mostem pobierana jest opłata w wysokości 4 USD (za samochód osobowy). Opłata pobierana jest jedynie za przejazd w kierunku wschodnim (w kierunku stanu Delaware), przejazd w kierunku zachodnim (w kierunku Waszyngtonu) jest bezpłatny.